# 1924 en littérature
| Années de la littérature : 1921 - 1922 - 1923 - 1924 - 1925 - 1926 - 1927    |
| Décennies de la littérature : 1890 - 1900 - 1910 - 1920 - 1930 - 1940 - 1950 |

Cet article présente les faits marquants de l'année 1924 en littérature.

## Événements
- 11 octobre : Ouverture du Bureau de recherche surréaliste dirigé par André Breton.
- Sven Nielsen arrive à Paris.

## Presse

### Revues littéraires
- 1er décembre : Premier numéro de la revue La révolution surréaliste.

## Parutions

### Bandes dessinées
- Louis Forton : Bibi Fricotin (15 octobre)

### Essais
- André Breton, Manifeste du surréalisme (première édition).
- Alain, Lettres au Dr Henri Mondor sur le sujet du Cœur et de l’Esprit
- Paul Valéry, Variété I

### Histoire
- Jacques Bainville : Histoire de France, réédition 2007 chez éd. Tallandier, 576 pages.

### Nouvelles
- 20 avril : La Vengeance de Vladimir Nabokov (en russe)
- 28 avril : Bonté de Vladimir Nabokov (en russe)
- 22 juin : Jeu de hasard de Vladimir Nabokov (en russe)

### Poésies
- Paul Éluard, La Courbe de tes yeux, poème qu'il publiera dans Capitale de la douleur.
- Saint-John Perse, Anabase, recueil de poèmes paru (en intégralité) dans La Nouvelle Revue française.

### Publications
- F. Gex : Le Petit-Saint-Bernard : le « Mystère », le col, les routes, l'hospice, les voyageurs., éd. Dardel, Chambéry.

### Romans

#### Auteurs francophones
- Février : André Breton, Les Pas-perdus
- Juillet : Raymond Radiguet, Le Bal du comte d'Orgel
- Jean Cocteau, Le Grand Écart
- Georges Duhamel, Deux Hommes, second volume du cycle Vie et aventures de Salavin.
- Jean Giraudoux, Juliette au pays des hommes.

#### Auteurs traduits
- Thomas Mann, La Montagne magique.
- Edward Morgan Forster, La Route des Indes.
- Margaret Kennedy, Tessa, la nymphe au cœur fidèle
- Edna Ferber, Grand comm'ça

## Prix littéraires
- Prix Goncourt : Le Chèvrefeuille, le Purgatoire, le Chapitre XIII de Thierry Sandre
- Prix Femina : Le Bestiaire sentimental de Charles Derennes
- Grand prix du roman de l'Académie française : Aricie Brun ou les Vertus bourgeoises d'Émile Henriot
- Prix James Tait Black Memorial
  - Roman : Edward Morgan Forster, Route des Indes
  - biographie : William Wilson, The House of Airlie
- Médaille Newbery de littérature enfantine: Charles Hawes pour The Dark Frigate
- Prix Nobel de littérature: Wladyslaw Reymont
- Prix Pulitzer théâtre : Hatcher Hughes pour Hell-Bent Fer Heaven
- Prix Pulitzer de poésie : Robert Frost pour New Hampshire
- Prix Pulitzer du roman : Margaret Wilson pour The Able McLaughlins

## Naissances
- 7 mars : André du Bouchet, poète français († 19 avril 2001).

- 10 mai : Ioulia Drounina, poétesse soviétique († 21 novembre 1991).
- 15 juin : Niranjana, écrivain indien de langue kannada († 13 mars 1992).
- 20 juin : Lou Cameron, romancier, illustrateur, et journaliste américain († 25 novembre 2010).
- 20 juillet : Thomas Berger, écrivain américain de science-fiction et de romans policiers († 13 juillet 2014).
- 28 août : Janet Frame, écrivaine néo-zélandaise († 29 janvier 2004).
- 30 septembre : Truman Capote, écrivain américain, († 25 août 1984).
- 27 novembre : Gaston Compère, écrivain belge d'expression française, († 14 juillet 2008).
- 19 décembre : Michel Tournier, écrivain français († 18 janvier 2016).

## Décès
- 14 janvier : Arne Garborg, écrivain et journaliste norvégien (né en 1851).
- 3 juin : Franz Kafka, écrivain tchèque, en Autriche.
- 3 août : Joseph Conrad.
- 12 octobre : Anatole France.